# Нейво-Рудянка
Не́йво-Рудя́нка (рос. Нейво-Рудянка) — селище у складі Кіровградського міського округу Свердловської області.
Населення — 2599 осіб (2010, 2943 у 2002).
До 12 жовтня 2004 року селище мало статус селища міського типу.